# Кулики
Кулики́ (лат. Charadrii) — выделявшийся ранее подотряд водных и околоводных птиц отряда ржанкообразных (Charadriiformes).
К ним относили семейства:
- ржанковые,
- кулики-сороки,
- тиркушковые,
- серпоклювы,
- шилоклювковые,
- бекасовые,
- цветные бекасы,
- якановые.

Однако всё чаще приводятся аргументы в пользу того, что среди куликов есть две группы птиц, одна из которых (ржанки, шилоклювки, кулики-сороки) родственна чайкам и крачкам, а вторая, состоящая из бекасовых птиц и примыкающих к ним якан и цветных бекасов, образует самостоятельную эволюционную ветвь.

## Питание
Питаются преимущественно или исключительно мелкими беспозвоночными животными — насекомыми и их личинками, ракообразными, червями, моллюсками и пауками. Многие едят и растительную пищу, в частности ягоды, а ряд крупных куликов использует в пищу земноводных, мелкую рыбу и ящериц.

## Внешний вид
Размеры варьируются: масса тела некоторых песочников не превышает 30 граммов, масса крупных кроншнепов превышает 1 килограмм. Многие виды длинноклювые и длинноногие, но не меньшее количество коротконогих и короткоклювых. Окраска тоже изменчива. Большинство куликов окрашены скромно даже в брачном наряде, но однако многие, например турухтан, большинство чибисов, кулик-сорока, камнешарка, шилоклювка, веретенник, некоторые ржанки, имеют яркую и контрастную окраску.

## Размножение
Подавляющее большинство куликов гнездится на земле, лишь некоторые могут гнездиться на деревьях. В кладке, как правило, не более 4 яиц. Яйца имеют покровительственную окраску, скорлупа окрашена контрастно, с пятнами разного цвета, формы и размера. Масса яиц относительно массы самих птиц очень большая. Участие самцов и самок в насиживании и заботе о потомстве представлено всеми возможными способами. Встречается как моногамия, при которой оба родителя в равной степени участвуют в насиживании яиц и заботе о потомстве, так и другие виды брачных отношений, например: промискуитет, когда самец и самка встречаются только для спаривания, а все заботы о насиживании яиц и потомстве выпадают на долю самки; полиандрия, когда самка спаривается с несколькими самцами и откладывает несколько кладок, которые насиживают самцы; полигиния, когда самец спаривается с несколькими самками, но сам в насиживании кладок не участвует; сдвоенное гнездование, когда самка откладывает 2 кладки, одну из которых насиживает самец, а вторую она сама. Птенцы выводкового типа.